# Осеберг (нафтогазове родовище)
Усеберг (Osebergfeltet) — нафтогазове родовище у норвезькому секторі Північного моря, станом на 2016 рік третє за запасами нафти в історії Норвегії.

## Опис
Родовище відкрите у 1979 році в районі з глибинами моря біля 100 м. Вуглеводні залягають у пісковиках середньої юри на рівні 2300—2700 метрів нижче дна.
Розробка родовища, основною береговою базою якої став Mongstad, розпочалась у 1988. В її ході було встановлено чотири платформи: бурова/водонагнітальна Oseberg B, платформа для установки підготовки нафти та розміщення персоналу Oseberg A, багатофункціональна бурова/виробнича/житлова Oseberg C та установка підготовки газу на Oseberg D. Через инфраструктуру Осеберг також розробляються родовища Oseberg Øst, Oseberg Sør та Tune.
Початкові видобувні запаси Осеберг оцінюються у 123 млрд.м3 газу, 13 млн тонн зріджених вуглеводневих газів та 402 млн.м3 нафти (разом з  родовищами Oseberg Øst, Oseberg Sør та Tune — 163 млрд.м3 газу, 15 млн тон ЗВГ та 500 млн.м3 нафти). Станом на кінець 2015 року залишкові видобувні запаси складали 79 млрд.м3 газу, 4 млн тонн зріджених вуглеводневих газів та 31 млн.м3 нафти і конденсату (разом з  родовищами Oseberg Øst, Oseberg Sør та Tune — 89 млрд.м3 газу, 5 млн тонн ЗВГ та 56 млн.м3 нафти).
Пік видобутку нафти припав на 1994 рік, коли він сягнув 29,2 млн.м3. Піковий показник видобутку газу у 4,6 млрд.м3 відноситься до 2012 року. При цьому нафта транспортується через Oseberg Transport System до терміналу в Sture, тоді як газ подається на платформу родовища Геймдал (Heimdal), через яку він потрапляє до системи Vesterled та далі у Велику Британію, або у систему Statpipe. Газопровід до Heimdal має діаметр 900 мм та довжину 109 км. Його максимальна пропускна здатність понад 12 млрд.м3.
На родовищі Осеберг була застосована схема підвищення нафтовилучення за допомогою закачування в пласт газу. Для цього використовувались не тільки власні ресурси, але й імпорт газу з родовища Троль через спеціально прокладений трубопровід довжиною 48 км. Часткова замена нагнітання води на закачування газу підтримки пластового тиску дозволить збільшити нафтовилучення більш ніж на 10 млн тон та відмовитись від буріння 21 нагнітальної свердловини. Всього в резервуар планувалось додатково закачати біля 28 млрд.м3 газу, три чверті з якого буде повторно вилучено. Враховуючи зазначену схему, спрямовану на першочергову розробку нафтових запасів, експорт газу з родовища розпочався тільки у 2000 році.